# Irak vid världsmästerskapen i friidrott 2022
Irak tävlade vid världsmästerskapen i friidrott 2022 i Eugene i USA mellan den 15 och 24 juli 2022. Irak hade en trupp på en idrottare.

## Resultat
Gång- och löpgrenar
| Idrottare              | Gren                | Inledande omgång | Inledande omgång | Försöksheat | Försöksheat | Semifinal        | Semifinal        | Final            | Final            |
| Idrottare              | Gren                | Resultat         | Placering        | Resultat    | Placering   | Resultat         | Placering        | Resultat         | Placering        |
| ---------------------- | ------------------- | ---------------- | ---------------- | ----------- | ----------- | ---------------- | ---------------- | ---------------- | ---------------- |
| Hussein Ali Al Khafaji | Herrarnas 100 meter | 10,65            | 8 0Q0            | 10,55       | 49          | Gick inte vidare | Gick inte vidare | Gick inte vidare | Gick inte vidare |